# Taxe civique
Lire en ligne

Lire sur Légifrance

La taxe civique est un impôt direct français établi par la loi du 4 avril 1926. Il s'agit d'un impôt exceptionnel pour une année. Le Gouvernement Raymond Poincaré ne demanda pas l'autorisation au Parlement de collecter à nouveau cette taxe en 1927

## Historique
Le Gouvernement Aristide Briand, installé le 18 novembre 1925, est confronté à un grave problème de trésorerie. Pour combler le déficit évalué à 2,5 milliards de francs, le ministre des finances Raoul Péret propose la création de la taxe civique, la majoration de la taxe sur le chiffre d'affaires et diverses taxes à la production.  Les promoteurs de la taxe civique souhaitent instaurer un impôt direct assujettissant tous les Français à un taux modique. La taxe finalement mise en place s'apparente à une surtaxe ajoutée à l'impôt sur le revenu. De nombreuses catégories de la population sont exemptées. 
De nombreuses voix s'élevèrent contre cette nouvelle taxe baptisée par ses adversaires « taxe cynique »,. Les communistes s'opposèrent à la taxe civique et appelèrent les travailleurs à refuser l’impôt,, : « La taxe civique frappe de 40 francs les plus bas salaires. Elle est l'iniquité la plus monstrueuse qu'un gouvernement ait osé commettre jusqu'ici ». Louise Brunet, présidente d'un groupement féministe, adressa une lettre au président du Conseil pour se plaindre de assujettissement des femmes alors qu'elles ne jouissent pas de leurs droits civiques.  
Le Gouvernement Raymond Poincaré ne demanda pas l'autorisation au Parlement de collecter à nouveau cette taxe en 1927.

## Rendement
| Nombre de redevables | Taxe (Francs) |
| -------------------- | ------------- |
| 8 000 000            | 40            |
| 300 000              | 60            |
| 530 000              | 100           |
| 275 000              | 200           |
| 58 000               | 300           |
| 22 000               | 600           |
| 10 000               | 1000          |

En mars devant la commission des finances de la Chambre des députés, le ministre des finances socialiste Raoul Péret déclare que le rendement attendu de cette taxe s'élève à 500 millions de francs. Mais en juillet, le nouveau ministre des finances Joseph Caillaux déclare que la taxe a finalement rapporté moins que son coût de collecte. Dans la Revue des Deux Mondes, Octave Homberg déclare que la perception de ce nouvel impôt direct nécessitera beaucoup de temps de la part des agents du fisc. Selon lui, les agents du fisc auraient pu faire rentrer dans les caisses de l’État 1,5 milliard de francs si les agents du fisc « avaient pu consacrer à pourchasser les non-déclarants de l'impôt global sur le revenu ou à faire rectifier certaines déclarations, manifestement trop insuffisantes ».
La taxe civique rapporta finalement 705 millions de francs.

## Galerie

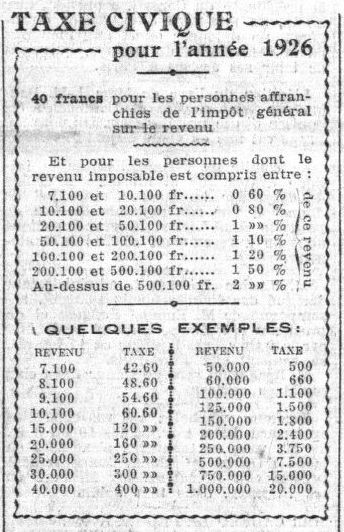
Barème
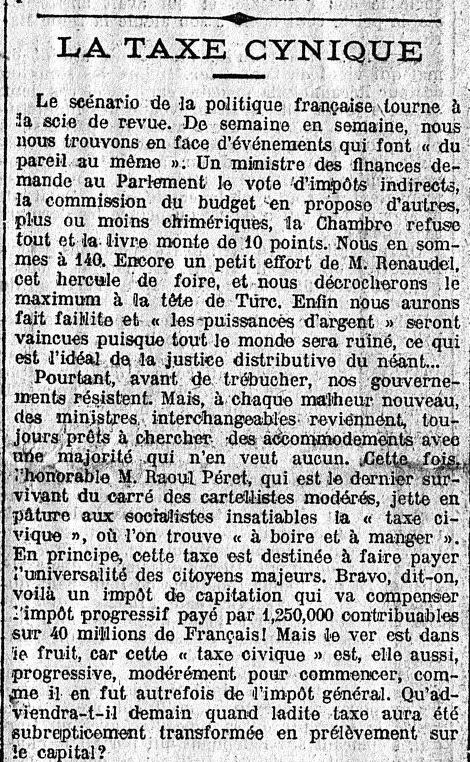
Taxe cynique
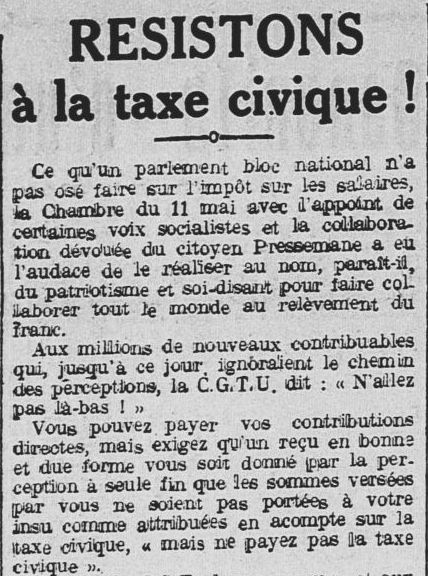
Résistons à la taxe civique
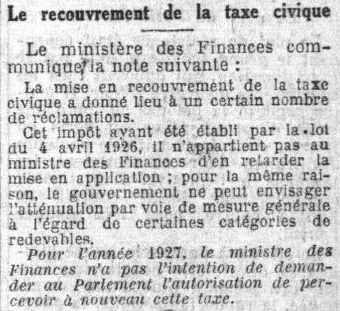
Le recouvrement de la taxe civique
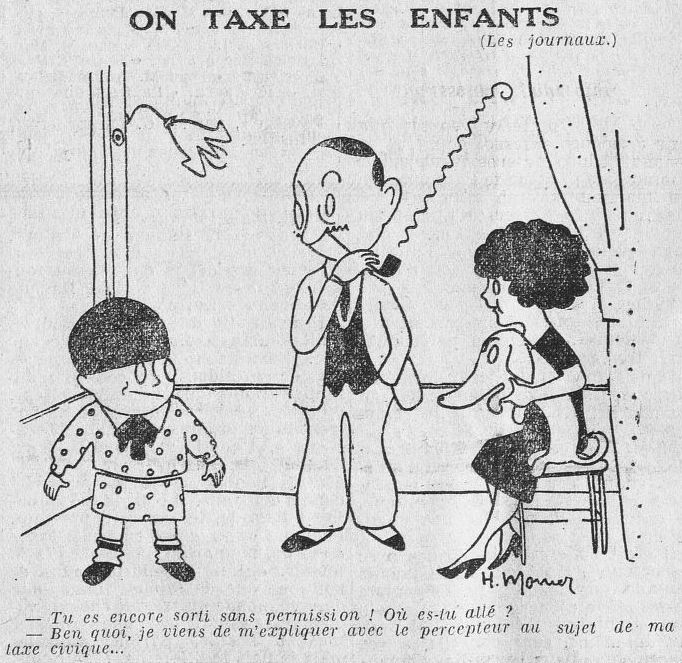
On taxe les enfants